# 시베루트랑구르
시베루트랑구르 또는 솜부레배믄타와이랑구르 (Presbytis siberu)는 긴꼬리원숭이과에 속하는 영장류다. 이전에는 믄타와이랑구르의 아종으로 간주했으나, 유전자 분석 결과 두 종은 별개의 종으로 밝혀졌다. 시베루트랑구르는 인도네시아 시베루트섬의 고유종으로 세계자연보전연맹(IUCN)이 절멸위기종으로 분류하고 있다.

## 특징
시베루트랑구르는 머리부터 몸통까지 몸길이가 약 48~50cm, 꼬리까지 약 58~64cm, 몸무게는 약 6.5kg이다. 성체는 거의 온몸이 검은색이며, 얼굴만 흰색 털로 둘러싸여 있고 목을 따라 흰색 줄무늬가 있다. 수컷의 음낭과 마찬가지로 음모 부위도 흰색이다. 가슴과 복부, 팔다리 안쪽은 적갈색에서 적주황색을 띤다. 털이 없는 검은색 얼굴 피부는 입 주변으로 갈수록 약간 밝아진다. 따라서 시베루트랑구르의 색깔은 믄타와이랑구르와 매우 유사하지만, 하체가 더 어둡고 흰색 음모 부위가 나머지 털과 더욱 뚜렷하게 구분된다. 시베루트랑구르는 머리에 약간 앞쪽을 향한 털이 나 있는 작은 볏을 가지고 있다. 성적 이형성은 거의 없다. 갓 태어난 새끼는 털이 하얗고 피부도 밝지만, 생후 12~14일 만에 성체의 어두운 색깔을 띠게 된다.

## 생활사
시베루트랑구르는 저지대 일차림과 2차 상록수림, 나무가 늘어선 습지, 숲, 그리고 아마도 망그로브 숲에서 서식한다. 시베루트랑구르는 클로스긴팔원숭이와 돼지꼬리랑구르, 시베루트마카크 등 다른 세 종과 같은 지역에서 서식한다. 시베루트섬의 기후는 매우 습하며 연 강수량은 최대 4,000mm에 달한다. 시베루트랑구르는 대부분의 시간을 중간 고도에서 보내고 나머지 시간은 나무 꼭대기에서 보낸다. 시베루트랑구르의 먹이는 아직 자세히 연구되지 않았지만, 다른 랑구르와 마찬가지로 주로 과일과 잎으로 구성될 가능성이 높다. 수컷은 새벽 3시에서 5시 사이에 큰 소리로 하루를 시작한다. 시베루트랑구르는 클로스긴팔원숭이와의 먹이 경쟁을 피하기 위해 일찍 잠자리에서 나온다. 전반적으로 낮 시간의 25~33%는 먹이를 먹는 데, 45~55%는 쉬는 데 사용한다. 사회적 활동은 전체 시간의 1~2%에 불과하며, 사회적 털 손질은 거의 관찰되지 않는다.

## 보전 상태
국제자연보전연맹(IUCN)은 시베루트랑구르를 멸종위급종으로 분류하고 있다. 서식지 감소와 사냥으로 인해 지난 40년간 개체 수가 50% 감소했다.